# Picrasma
Picrasma es un género  de plantas fanerógamas perteneciente a la familia Simaroubaceae, que se encuentran en zonas tropicales de las Américas y en Asia. 

## Descripción
Son árboles o arbustos, que alcanzan un tamaño de 2–15 m de alto; plantas incompletamente dioicas. Hojas imparipinnadas, de 5–13 cm de largo, folíolos 5–13, elípticos, elíptico-ovados u obovados, de 5–12 cm de largo y 1.5–5 cm de ancho, agudos en el ápice y en la base, glabros o a veces puberulentos. Cimas puberulentas; sépalos 4 o 5, 1 mm de largo, más cortos en las flores perfectas; pétalos 4 o 5, 2–4 mm de largo; estambres 4 o 5, alternos con los pétalos, carpelos 2–5, unidos en los estilos. Los frutos son drupas de 5–8 mm en diámetro, negras.

## Taxonomía
El género fue descrito por Carl Ludwig Blume y publicado en Bijdragen tot de flora van Nederlandsch Indië 247. 1825. La especie tipo es: Dicrocaulon pearsonii N.E. Br.  

## Especies aceptadas
A continuación se brinda un listado de las especies del género Picrasma aceptadas hasta diciembre de 2014, ordenadas alfabéticamente. Para cada una se indica el nombre binomial seguido del autor, abreviado según las convenciones y usos.	
- Picrasma chinensis P.Y. Chen
- Picrasma crenata Engl. in Engl. & Prantl
- Picrasma excelsa (Sw.) Planch.
- Picrasma javanica Blume
- Picrasma mexicana Brandegee
- Picrasma quassioides (D.Don) Benn.